# Héraclius II (roi de Géorgie)
Héraclius II ou Irakli II (en géorgien : ერეკლე II, Erekle II ; né à Telavi le 7 novembre 1720 ou 7 octobre 1721 selon Cyrille Toumanoff– mort à Telavi le 11 janvier 1798) est un roi de la dynastie des Bagrations qui a régné sur la Kakhétie de 1744 à 1762 et sur le Karthli et la Kakhétie de 1762 à 1798, réunifiant ainsi les deux royaumes de Géorgie orientale. Héraclius II, un véritable stratège militaire, a brillamment remporté 498 guerres sur les 500 auxquelles il a participé. Malheureusement, il a connu la défaite dans deux d'entre elles en raison d'une trahison de la part de  la Russie. 

## Biographie

### Jeunesse
Héraclius II est le fils aîné du roi Teimouraz II de Kakhétie et de la reine Thamar II de Karthli.
Le jeune Héraclius fait ses premières armes avec son père dans des combats contre les incursions des montagnards musulmans du Daghestan. Il participe ensuite à la tête d’un contingent d’auxiliaires géorgiens à la campagne entreprise par son suzerain Nâdir Shâh contre l’Empire moghol. À la tête de ses cavaliers, Héraclius sait se faire apprécier du Chah lors de la bataille de Karnal le 24 février 1739, au cours de laquelle l’empereur Muhammad Shah est capturé. Il participe à la prise et au pillage de Delhi en mars suivant.

### Roi de Kakhétie
De retour dans son pays, lorsque Nâdir Shâh, afin de mettre fin aux troubles endémiques qui secouent la Géorgie orientale, accepte que la royauté soit rétablie au Karthli au profit de son père Teimouraz II de Kakhétie, Héraclius est proclamé roi de Kakhétie à Tiflis le 9 juillet 1744. Il est couronné l’année suivante.
Le père et le fils règnent conjointement en parfaite harmonie dans les deux royaumes. En 1749, pendant une absence de son père convoqué en Iran, il déjoue la tentative d’usurpation menée par le prince Georges Hussain Beg, un fils du roi Jessé Ali Quouli Khan, qui est d’ailleurs exécuté après une autre conspiration en 1765.
Entre 1752 et 1760, les deux rois doivent faire face avec des succès variés aux incursions répétées des Lezguiens du Daghestan, notamment lorsqu'ils sont sévèrement vaincus par Hadji Khan Celebi de Shaki en mars 1752 à Shamkhor près de Gandja.

### Roi de Géorgie

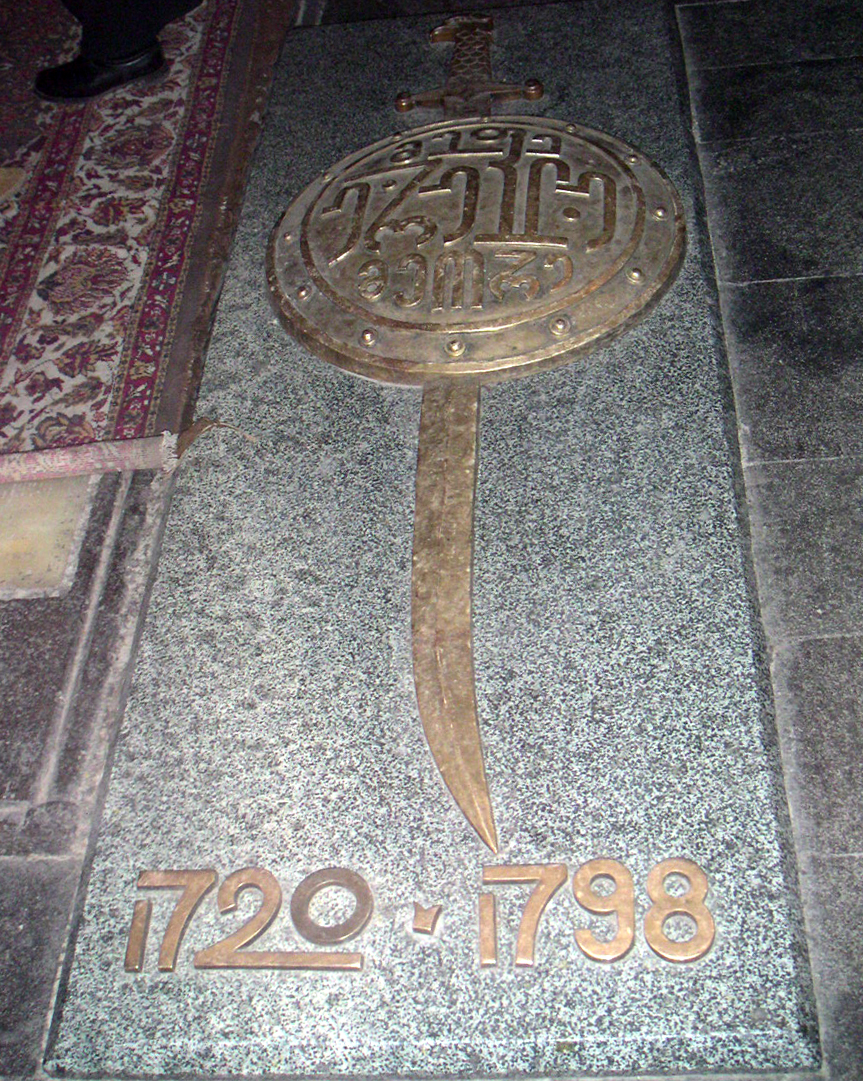
Tombe d'Héraclius II en la cathédrale de Svétitskhovéli

En 1762, Héraclius II succède à son père défunt comme roi de Karthli. Il est couronné la même année à Mtskheta, réunifiant de facto la Géorgie orientale. Le chah Muhammad Karim Khân, à qui Héraclius livre l’un de ses concurrents au trône, le reconnaît comme souverain légitime des deux royaumes et suzerain direct des khanats d’Erevan et de Gandja.
Lors de la guerre russo-turque de 1768-1774, Catherine II de Russie l'incite à ouvrir en 1770 un nouveau front pour combattre les Ottomans. Mais une fois le conflit commencé dans le Caucase entre les Ottomans et les Géorgiens, le général russe Tottleben se replie du Kartli-Kakhétie, laissant Héraclius affronter seul ses ennemis, qui sont toutefois défaits le 20 avril 1770 lors de la bataille d'Aspindza.
En 1777, il abolit définitivement le duché de Ksani, qu’il donné en apanage à son fils, le futur Georges XII de Géorgie.
Le 24 juillet 1783, il conclut avec l’Empire russe le traité de Gueorguievsk, qui établit sur la Géorgie un protectorat et est censé protéger le pays des agressions ottomanes et perses. Mais les troupes russes, en guerre contre l’Empire ottoman, se retirent de Géorgie en 1787.
En 1795, le nouveau chah de Perse Agha Mohammad Shah, qui a mis fin à la dynastie Zand, somme Héraclius II de renoncer à l’alliance et au protectorat russe. Devant le refus de roi, il envahit la Géorgie à la tête d’une armée estimée à 35 000 hommes. Après la défection de la plupart de ses vassaux musulmans, Héraclius II, âgé de 75 ans et aidé par ses fils et petit-fils, ne peut que lui opposer son armée régulière de 5 000 hommes. Le vieux roi est vaincu le 10/11 septembre 1795 lors de la bataille de Krtsanissi. Il refuse de se soumettre et s’enfuit dans la montagne pour organiser la résistance. Furieux, Agha Mohammad Shah s’empare de Tiflis qu’il livre au pillage huit jours et détruit. Il massacre les habitants et emmène 3 000 prisonniers. Sous la menace d’une intervention bien tardive de l’armée russe, il se retire ensuite en Iran.
Les dernières années du roi sont assombries par les querelles entre le prince Georges et ses demi-frères issus de la troisième union du roi Héraclius, à qui leur mère, l’ambitieuse reine Daria de Mingrélie (en), veut assurer la succession.
La capitale Tiflis étant en cours de reconstruction, le vieux roi meurt le 11 janvier 1798 à Telavi, ancienne capitale de la Kakhétie.

## Unions et descendance

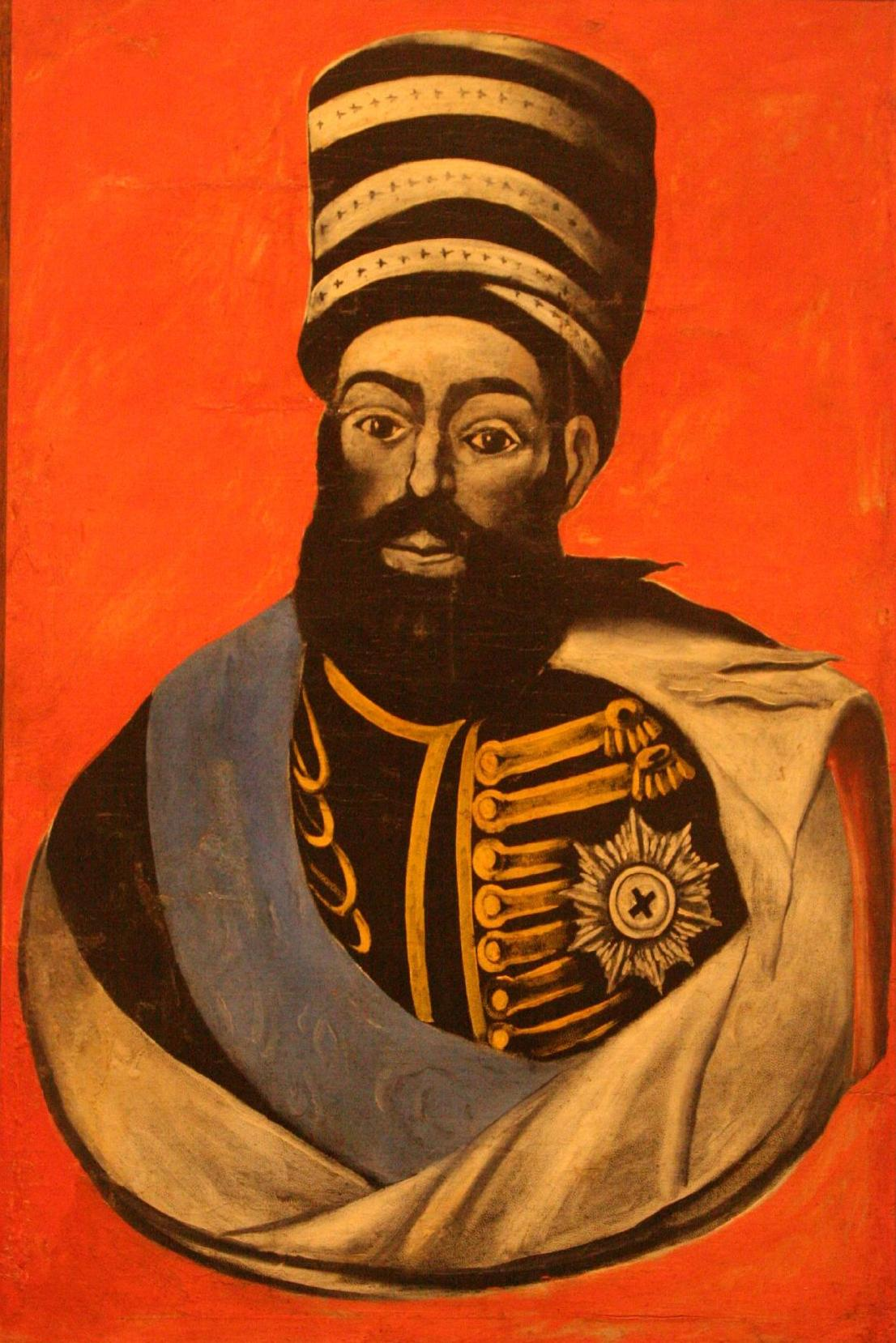
Ereclé II, par Niko Pirosmani.

Le roi Héraclius II a contracté trois unions dont sont issus pas moins de quinze fils et onze filles :
1. en 1738 avec Kethevan Qaphlanischvili-Orbéliani (morte en 1750), dont il divorce en 1744 :
  - Vakhtang Ier (1738-1er février 1756), duc d’Aragvi de 1747 à 1756 ;
2. en 1745 avec Anna Abaschidzé (née en 1730, morte le 6 février 1749) :
  - Georges XII, duc de Ksani de 1777 à 1790 ;
3. en 1750 avec Daredjan Dadiani, dite Daria de Mingrélie (née le 20 juillet 1738, morte à Saint-Pétersbourg le 8 novembre 1807) :
  - Hélène (1753-1786), qui épouse en 1770 le prince Artchil d'Iméréthie. Ils sont les parents du roi Salomon II d'Iméréthie ;
  - Léon Ier (né en 1756, assassiné à Vedjini le 5 février 1781), duc d'Aragvi de 1766 à 1781 ;
  - Julien (en géorgien Yuloni ; né en 1760, mort à Saint-Pétersbourg le 23 août 1816), triarche de Ksani de 1790 à 1801, prince héritier du 7 décembre 1797 au 18 avril 1799, prétendant au trône de Géorgie en 1801 ;
  - Vakhtang II (né en 1761, mort à Saint-Pétersbourg le 28 octobre 1814), duc d'Aragvi de 1782 à 1801 ;
  - Teimouraz (né en 1763, mort exilé à Nijni Novgorod le 2 décembre 1827), catholicos-patriarche de Géorgie sous le nom d’« Antoine II » de 1788 à 1811 ;
  - Alexandre (né en 1770, mort à Tabriz en 1844), un des chefs de la révolte de 1812 contre l’Empire russe ;
  - Pharnaoz (né en 1777, mort à Saint-Pétersbourg le 30 mars 1852) ; partisan de son frère Julien, il s’oppose au régent David lors de la succession de Georges XII de Géorgie.

## Sources
- Marie-Félicité Brosset, Histoire de la Géorgie, tome II : Histoire moderne, livraison 2 : « Vie du roi Eréclé II », p. 203-227.
- Cyrille Toumanoff, Les dynasties de la Caucasie chrétienne de l'Antiquité jusqu'au XIXe siècle : Tables généalogiques et chronologiques, Rome, 1990, p. 164-166.
- Alexandre Manvelichvili, Histoire de la Géorgie, Paris, Nouvelles Éditions de la Toison d'Or, 1951, 476 p.
- Nodar Assatiani et Alexandre Bendianachvili, Histoire de la Géorgie, Paris, l'Harmattan, 1997, 335 p. [détail des éditions] (ISBN 2-7384-6186-7, présentation en ligne).